# Schweriner Sportclub 2016-2017 (pallavolo femminile)
Questa voce raccoglie le informazioni riguardanti lo Schweriner Sportclub nelle competizioni ufficiali della stagione 2016-2017.

## Organigramma societario
Area direttiva
- Presidente: Johannes Wienecke

Area tecnica
- Allenatore: Felix Koslowski
- Allenatore in seconda: Manuel Hartmann
- Scout man: Paul Sens, Michael Döring, Olaf Garbe

Area sanitaria
- Fisioterapista: Katja Braun, Jens Ziegler

## Rosa
| N° | Nome              | Ruolo | Data di nascita   | Nazionalità sportiva |
| -- | ----------------- | ----- | ----------------- | -------------------- |
| 1  | Lousiane de Souza | S     | 30 luglio 1985    | Brasile              |
| 2  | Lenka Dürr        | L     | 10 dicembre 1990  | Germania             |
| 3  | Louisa Lippmann   | O     | 23 settembre 1994 | Germania             |
| 4  | Maren Brinker     | S     | 10 luglio 1986    | Germania             |
| 5  | Sabrina Krause    | C     | 18 dicembre 1998  | Germania             |
| 6  | Jennifer Geerties | S     | 5 aprile 1994     | Germania             |
| 8  | Ariel Turner      | S     | 1º agosto 1991    | Stati Uniti          |
| 9  | Hannah Tapp       | C     | 21 giugno 1995    | Stati Uniti          |
| 10 | Denise Hanke      | P     | 31 agosto 1989    | Germania             |
| 11 | Lauren Barfield   | C     | 15 marzo 1990     | Stati Uniti          |
| 12 | Anja Brandt       | C     | 15 febbraio 1990  | Germania             |
| 14 | Elisa Lohmann     | S     | 22 luglio 1991    | Germania             |
| 15 | Alexa Dannemiller | P     | 9 giugno 1993     | Stati Uniti          |
| 16 | Marie Schölzel    | C     | 1º agosto 1997    | Germania             |
| -  | Laura Kurtze      | S     | 23 luglio 1998    | Germania             |